# Belus Smawley
Belus Van Smawley (Golden Valley, 20 marzo 1918 – Mooresville, 24 aprile 2003) è stato un cestista e allenatore di pallacanestro statunitense, professionista nella BAA e nella NBA.